# 아퀴레이리 대학교
아퀴레이리 대학교(아이슬란드어: Háskólinn á Akureyri)는 아이슬란드 아퀴레이리에 위치한 공립 대학으로 1987년에 설립되었다. 교직원은 약 170명, 학생은 1,800명이며 현재 총장은 아우슬뢰이흐 아우스게이르스도티르가 맡고 있다.